# Oreste (Cimarosa)
Oreste è un'opera seria di Domenico Cimarosa su libretto di Luigi Serio, rappresentata per la prima volta al teatro San Carlo di Napoli il 13 agosto 1783.
Trentacinquesima delle sessantotto opere catalogate di Cimarosa, si può assegnare alla maturità dell'autore. È divisa in due atti, ma fu talora rappresentata in tre atti per esigenze sceniche.
L'Ouverture fu talvolta eseguita autonomamente in forma di concerto.